# Tom Parker Bowles
Thomas Henry Parker Bowles (18 de dezembro de 1974) é o primeiro filho da rainha Camila do Reino Unido e de Andrew Parker Bowles. Seu padrinho, e atualmente padrasto, é o rei Carlos III do Reino Unido. 
Tom, como é popularmente conhecido, tem uma irmã caçula, Laura Lopes.

## Biografia

### Educação e carreira
Parker Bowles foi educado na escola preparatória de Summer Fields, localizada em Oxford na Inglaterra.
Depois, ele foi matriculado na prestigiosa Eton College e estudou em Worcester College, na Universidade de Oxford, onde ele foi um membro da notória e exclusiva Piers Gaveston Society.
De 1997 a 2000, Tom trabalhou como publicista júnior para a firma de relações públicas Dennis Davidson Associates. Atualmente, ele escreve artigos sobre comida no jornal Daily Mail e na revista Tatler. O seu ingrediente favorito é a pimenta vermelha. Em 2004, ele publicou o seu primeiro livro, E Is For Eating - An Alphabet of Greed. O seu segundo, The Year of Eating Dangerously, foi publicado em outubro de 2006.
Ele também trabalha na BBC no programa de culinária Saturday Kitchen’ e já participou como jurado do programa Master Chef.  

### Polêmicas
A vida de Tom Parker Bowles tem sido investigada minuciosamente pela mídia, devido ao fato de sua mãe ter sido amante de longa data do então herdeiro britânico, hoje rei, Charles III.
Em 1999, ele foi exposto por um tablóide levando cocaína para uma festa em West End, a área central da cidade de Londres. Por isso, foi impedido de ver os príncipes Guilherme e Henrique de Gales por alguns meses, e ameaçado de não poder mais frequentar os círculos da Família Real Britânica.

### Casamento e separação
Em 10 de setembro de 2005, ele casou com Sara Buys, uma editora de moda da revista Harpers & Queen, na Igreja St. Nicholas, localizada em Rotherfield Greys no Oxfordshire. A igreja era anglicana, apesar de Tom e de sua irmã, Laura, terem recebido uma educação católica. Na cerimônia, compareceu Andrew Parker Bowles (pai), Rosemary Dickinson (madrasta), Camilla, Duquesa da Cornualha (mãe), Charles, Príncipe de Gales (padrasto), príncipe William de Gales (irmão adquirido) e príncipe Harry de Gales (irmão adquirido).
Em 18 de março de 2007, Parker Bowles e sua esposa anunciaram ao Daily Mail que estavam esperando o seu primeiro bebê. Em 9 de outubro de 2007, Sara deu à luz uma menina, Lola Rosalind Parker Bowles, a primeira neta da então duquesa da Cornualha, hoje rainha Camila do Reino do Unido.
Em 28 de fevereiro de 2010, nasceu o segundo filho do casal, Freddy Parker Bowles.
Tom e Sara se separaram em 2018. 
Ele depois namorou a jornalista Alice Procope, que, no entanto, morreu de câncer em 2021. 

### Participações em eventos da realeza
Em 29 de abril de 2011, Tom foi um dos convidado para o casamento do príncipe Guilherme de Gales com Catarina Middleton, na Abadia de Westminster, em Londres.
Em setembro de 2022, ele e a irmã participaram, como convidados, do funeral da rainha Isabel II. 